# Capixaba Sport Club
O Capixaba Sport Club, ou simplesmente Capixaba, é um clube de futebol brasileiro da cidade de Vila Velha, Espírito Santo. O clube foi fundado em 1917, originalmente em Guaçuí. 

## História
Em 1917, com as notícias sobre times capixabas disputando o Campeonato de Vitória, resolveu-se então criar em Guaçuí um clube para participar diretamente da Primeira Divisão da competição.
Em 1995, o Capixaba foi campeão do Campeonato Capixaba da Segunda Divisão disputado por outros quatro clubes: Canário, Botafogo, Iunense e Tupy. Mesmo com o título, o Capixaba não jogou a Primeira Divisão de 1996 por falta de recursos financeiros.
Em 1996, o Capixaba foi notícia no Brasil devido a publicação na Revista Placar sobre "o menor campeonato do mundo", o Campeonato Capixaba da Segunda Divisão. Esta edição foi disputada somente por duas equipes, o próprio Capixaba e o Estrela do Norte, em apenas uma partida de ida e uma de volta, pois as outras seis equipes desistiram, alegando problemas financeiros. O Capixaba terminou com o vice-campeonato e conseguiu o acesso à Primeira Divisão.
No Campeonato Capixaba de 1997 foi rebaixado à Segunda Divisão, no último ano que jogou a Primeira Divisão.
Depois de se transformar em um clube empresa, em 2010, o Capixaba disputou apenas duas competições no ano seguinte: a Segunda Divisão e a Copa Espírito Santo. Em ambas, o clube abandonou antes do fim.
O Capixaba, representando a cidade de Vargem Alta, retorna a disputar uma competição oficial, a Série B do Campeonato Capixaba de 2020. Porém, na estreia da competição perdeu o jogo para o Pinheiros-ES por W.O. por falta de regularização dos jogadores. Na segunda rodada, empata em 3 a 3 com o CTE no Estádio Emílio Nemer em Castelo, mesmo estando vencendo a partida por 3 a 0 até os 36 minutos do segundo tempo. No retorno da competição após paralisação devido à Pandemia de COVID-19, o Capixaba, agora representando a cidade de Nova Venécia, perde para o Vilavelhense por 4 a 1 no Estádio Kleber Andrade. Na penúltima rodada, o Capixaba vence o Vilavelhense por 1 a 0 no Kleber Andrade, conquista a primeira vitória na competição e a classificação à semifinal. Na semifinal, o Capixaba é eliminado pelo Vilavelhense.

## Títulos
| ESTADUAIS  | ESTADUAIS                     | ESTADUAIS | ESTADUAIS    |
|            | Competição                    | Títulos   | Temporadas   |
| ---------- | ----------------------------- | --------- | ------------ |
|            | Campeonato Capixaba - Série B | 2         | 1995* e 2024 |
| MUNICIPAIS |                               |           |              |
|            | Competição                    | Títulos   | Temporadas   |
|            | Campeonato Citadino de Guaçuí | 27        | -            |

* Título representando a cidade de Guaçuí.